# 卞應聘
卞應聘（？年—1635年），字任之，號蓮生，鎮江府丹徒县人。明朝末年政治人物。

## 生平
萬曆四十三年（1615年）乙卯科應天府乡试舉人，崇祯四年（1631年）辛未科进士。礼部观政，授新会县知县，八年卒。死后相传为新会县城隍。